# プライズファイター
プライズファイター (Prizefighter) はイギリスのマッチルーム・ボクシングのプロモーター、バリー・ハーンが2008年から開催して人気を博している8人制のプロボクシング・ワンナイトトーナメント興行である。すべての試合が3分3ラウンド制で行われ、優勝者には高額賞金が贈られる。イギリスのスポーツ専門チャンネルSky Sportsが放送している。2012年2月からブックメーカーの「Betfair」が冠スポンサーについた。

## プライズファイター 1: ヘビー級1
2008年4月11日、ロンドンのベスナル・グリーンにあるヨーク・ホールで開催され、マーティン・ローガンが優勝を果たし優勝賞金25,000イギリスポンドを獲得した。

## プライズファイター 2: ヘビー級2
2008年9月12日、ニューカッスルのテレウェスト・アリーナで開催され、サム・セクストン、ペレ・リード、クリス・バートンなどが出場、サム・セクストンが優勝を果たした。1回戦の組み合わせ抽選は当時の 英国王者ダニー・ウィリアムズによって行われた。

## プライズファイター 3: ウェルター級1
2008年10月24日、ロンドンのベスナル・グリーンにあるヨーク・ホールで開催され、元 WBF世界王者及び元 EBU王者のテッド・バーミ、元 イングランド王者のナイジャル・ライト、元 イングランド王者のロス・ミンターらが出場。マイケル・ローマックスが優勝を果たした。

## プライズファイター 4: ミドル級1
2008年11月21日、ロンドンのベスナル・グリーンにあるヨーク・ホールで開催され、のちのWBA世界ミドル級暫定王者マーティン・マレー、元 ミッドランズ王者マックス・マクスウェル、元 ウェールズ王者ポール・サミュエルズなどが出場、マーティン・マレーが優勝を果たし優勝賞金25,000イギリスポンドを獲得した。

## プライズファイター 5: ライトヘビー級1
2009年2月20日、ロンドンのベスナル・グリーンにあるヨーク・ホールで開催され、元WBU世界ライトヘビー級王者及び元 英国王者のトニー・オーケイが優勝を果たした。

## プライズファイター 6: ライト級1
2009年3月24日、スコットランドのグラスゴーにあるケルビン・ホールで開催され、ライアン・ブローリーが優勝を果たし優勝賞金25,000イギリスポンドを獲得した。

## プライズファイター 7: クルーザー級1
2009年5月19日、ロンドンのアールズ・コート・エキシビション・センターで開催され、元イギリス連邦王者ダレン・コーベット、ジョン・キートンらが出場、元イギリス連邦王者のオビル・マッケンジーが優勝を果たし優勝賞金25,000イギリスポンドを獲得した。

## プライズファイター 8: ヘビー級3
2009年10月2日、元々はヨーク･ホールで開催が予定されていたが予想以上に注目が集まりより多くの客席が必要となったことでエクセル展覧会センターへ会場を移して開催された。シドニーオリンピック金メダリストのオードリー・ハリソンが優勝を果たし優勝賞金32,000イギリスポンドを獲得した。当時のヘビー級 英国王者だったダニー・ウィリアムズが1回戦で無名のカール･ベーカーに敗れる波乱があった。出場を予定していたマイケル・スプロットは試合の約1週間前に家族に不幸があり出場を辞退、替わりにニール･パーキンスが緊急出場となった。1回戦の抽選は9月11日にラスベガスのマンダレイ・ベイでマイク・タイソンが参加して行われた。
|  | 準々決勝             | 準々決勝             |                      |       | 準決勝 | 準決勝 |  |  | 決勝 | 決勝 |
|  |                      |                      |                      |       |        |        |  |  |      |      |
|  |                      |                      |                      |       |        |        |  |  |      |      |
|  |                      |                      |                      |       |        |        |  |  |      |      |
|  | スコット・ジャーマー |                      |                      |       |        |        |  |  |      |      |
|  |                      |                      |                      |       |        |        |  |  |      |      |
|  | コールマン・バレット | U-PTS                |                      |       |        |        |  |  |      |      |
|  | コールマン・バレット | U-PTS                | コールマン・バレット | U-PTS |        |        |  |  |      |      |
|  |                      |                      | コールマン・バレット | U-PTS |        |        |  |  |      |      |
|  |                      | カール･ベーカー      |                      |       |        |        |  |  |      |      |
|  | ダニー・ウィリアムズ |                      |                      |       |        |        |  |  |      |      |
|  |                      |                      |                      |       |        |        |  |  |      |      |
|  | カール･ベーカー      | U-PTS                |                      |       |        |        |  |  |      |      |
|  | カール･ベーカー      | U-PTS                | コールマン・バレット |       |        |        |  |  |      |      |
|  |                      |                      |                      |       |        |        |  |  |      |      |
|  |                      | オードリー・ハリソン | RSF                  |       |        |        |  |  |      |      |
|  | オードリー・ハリソン | オードリー・ハリソン | RSF                  | KO    |        |        |  |  |      |      |
|  | オードリー・ハリソン |                      |                      | KO    |        |        |  |  |      |      |
|  | スコット・ベルシャウ |                      |                      |       |        |        |  |  |      |      |
|  | オードリー・ハリソン | U-PTS                |                      |       |        |        |  |  |      |      |
|  | オードリー・ハリソン | U-PTS                |                      |       |        |        |  |  |      |      |
|  |                      | ダニー・ヒューズ     |                      |       |        |        |  |  |      |      |
|  | ニール・パーキンス   |                      |                      |       |        |        |  |  |      |      |
|  |                      |                      |                      |       |        |        |  |  |      |      |
|  | ダニー・ヒューズ     | KO                   |                      |       |        |        |  |  |      |      |
|  | ダニー・ヒューズ     | KO                   |                      |       |        |        |  |  |      |      |

## プライズファイター 9: ライトウェルター級1
2009年12月4日、元WBA世界スーパーライト級王者のゲビン・リースや 英国王者2階級制覇のデビッド・バーンズ、元 英国王者及び元 イングランド王者のヤング・マトレー、元 英国王者及び及び元EBU王者のコリン・ライネス、元 WBF世界王者及び元 EBU王者のテッド・バーミ、元IBO世界王者及び元EBU王者のジェイソン・クックが出場。ゲビン･リースが優勝を果たし優勝賞金32,000イギリスポンドを獲得した。1回戦の抽選はフロイド・メイウェザー・ジュニアによって行われた。

## プライズファイター 10: ライトミドル級1
2010年2月26日、ロンドンのヨーク・ホールで開催され、元 英国王者のニール・シンクレア、元イギリス連邦王者のブラッドリー・プライスらが出場。番狂わせでプリンス・アローンが優勝を果たした。

## プライズファイター 11: クルーザー級2
2010年4月30日、ロンドンのヨーク・ホールで開催され、2度WBO世界ヘビー級王者の座に就いたことがあるハービー・ハイドが出場したがハイドは1回戦を勝ち抜いたもののバッティングで右目じりをカットしたことでトーナメントを棄権した。替わりに消防士が本業でその日に仕事を終え駆けつけていたニック・オケート(当時の戦績8勝27敗5分け)がコイントスで選ばれて準決勝から出場、元イギリス連邦王者のダレン・コーベットに勝利するが決勝でジョン･ルイス・ディキンソンにKOで敗れた。

## プライズファイター 12: スーパーバンタム級1
2010年5月29日、ロンドンのヨーク・ホールで開催された。当初は元WBC世界バンタム級王者のウェイン・マッカラーが出場予定だったが大会の数週間前に欠場が発表された。ウィリー・ケーシーが1回戦で元 イングランド王者のマーク・モラン、準決勝で元 中部王者のジョシュ・ウェール、決勝で負傷棄権した選手の替わりにコイントスで選ばれたポール・マクエライニーを破り優勝を果たした。

## プライズファイター 13: スーパーミドル級1
2010年6月30日、ロンドンのヨーク・ホールで開催。初めてオンラインによるファン投票での出場選手選考が行われ、元 南部王者のトニー･サラムが選ばれたが、元々の出場予定選手からサラムを含む4選手が欠場した。替わりに選ばれたパトリック・メンディが1回戦で元 ミッドランズ王者のサム･ホートン、準決勝でダニエル・カドマン、決勝で元 イングランド王者のポール・デイビッドを破り優勝を果たした。メンディはこの時19歳だったがプライズファイター最年少優勝記録として現在もこの記録は破られていない。

## プライズファイター 14: ヘビー級4
2010年10月9日、ロンドンのヨーク・ホールで開催。元 英国王者、元 イングランド王者、元イギリス連邦王者、元 EBU王者のマット・スケルトン、元 英国王者、元イギリス連邦王者のマイケル・スプロット、元 北アイルランド王者のケビン・マクブライドらが出場しスプロットが優勝を飾った。決勝の試合カード、スプロットvsスケルトンは通算3度目の対戦であったが、これまでに2度スプロットが敗れており3度目にしてスケルトンから初勝利をあげることになった。
|  | 準々決勝                 | 準々決勝             |                    |       | 準決勝 | 準決勝 |  |  | 決勝 | 決勝 |
|  |                          |                      |                    |       |        |        |  |  |      |      |
|  |                          |                      |                    |       |        |        |  |  |      |      |
|  |                          |                      |                    |       |        |        |  |  |      |      |
|  | アリ・アダムス           |                      |                    |       |        |        |  |  |      |      |
|  |                          |                      |                    |       |        |        |  |  |      |      |
|  | マット・スケルトン       | U-PTS                |                    |       |        |        |  |  |      |      |
|  | マット・スケルトン       | U-PTS                | マット・スケルトン | U-PTS |        |        |  |  |      |      |
|  |                          |                      | マット・スケルトン | U-PTS |        |        |  |  |      |      |
|  |                          | ケビン・マクブライド |                    |       |        |        |  |  |      |      |
|  | ケビン・マクブライド     | U-PTS                |                    |       |        |        |  |  |      |      |
|  | ケビン・マクブライド     | U-PTS                |                    |       |        |        |  |  |      |      |
|  | フランクリン・エゴビ     |                      |                    |       |        |        |  |  |      |      |
|  | マット・スケルトン       |                      |                    |       |        |        |  |  |      |      |
|  |                          |                      |                    |       |        |        |  |  |      |      |
|  |                          | マイケル・スプロット | U-PTS              |       |        |        |  |  |      |      |
|  | シェーン・マクフィルビン | マイケル・スプロット | U-PTS              | RSF   |        |        |  |  |      |      |
|  | シェーン・マクフィルビン |                      |                    | RSF   |        |        |  |  |      |      |
|  | デクリン・ティムリン     |                      |                    |       |        |        |  |  |      |      |
|  | シェーン・マクフィルビン |                      |                    |       |        |        |  |  |      |      |
|  |                          |                      |                    |       |        |        |  |  |      |      |
|  |                          | マイケル・スプロット | U-PTS              |       |        |        |  |  |      |      |
|  | ダニー・ヒューズ         | マイケル・スプロット | U-PTS              |       |        |        |  |  |      |      |
|  |                          |                      |                    |       |        |        |  |  |      |      |
|  | マイケル・スプロット     | U-PTS                |                    |       |        |        |  |  |      |      |
|  | マイケル・スプロット     | U-PTS                |                    |       |        |        |  |  |      |      |

## プライズファイター 15: スーパーフェザー級1
2010年11月20日、ロンドンのヨーク・ホールで開催。当時現役 英国王者だったゲイリー・サイクス、元 ウェールズ王者、元 ケルト王者のゲーリー・バックランド、元 イングランド王者のデリー・マシューズらが出場。ゲーリー・バックランドが優勝した。

## プライズファイター 16: ライトヘビー級2
2011年1月29日、ロンドンの オリンピアで開催された。元 英国王者のトニー・ダッドソンらが出場。プライズファイター 11で優勝したジョン･ルイス・ディキンソンの兄弟であるトラビス・ディキンソンが決勝でトニー・ダッドソンをKOで破り優勝した。

## プライズファイター 17: スーパーミドル級2
2011年3月23日、リバプールのオリンピアで開催された。元WBC世界王者のロビン・リードらが出場、ロッキー・フィールディングが優勝した。

## プライズファイター 18: ヘビー級インターナショナル1
2011年5月7日、ロンドンのアレクサンドラ・パレスで開催され、マイク・ペレスが優勝。
|  | 準々決勝                   | 準々決勝                   |  |  | 準決勝 | 準決勝 |  |  | 決勝 | 決勝 |
|  |                            |                            |  |  |        |        |  |  |      |      |
|  |                            |                            |  |  |        |        |  |  |      |      |
|  |                            |                            |  |  |        |        |  |  |      |      |
|  | マイク・ペレス             | U-PTS                      |  |  |        |        |  |  |      |      |
|  | マイク・ペレス             | U-PTS                      |  |  |        |        |  |  |      |      |
|  | カートソン・マンスウェル   |                            |  |  |        |        |  |  |      |      |
|  | マイク・ペレス             | TKO 1                      |  |  |        |        |  |  |      |      |
|  | マイク・ペレス             | TKO 1                      |  |  |        |        |  |  |      |      |
|  |                            | グレゴリー・トニー         |  |  |        |        |  |  |      |      |
|  | グレゴリー・トニー         | SD                         |  |  |        |        |  |  |      |      |
|  | グレゴリー・トニー         | SD                         |  |  |        |        |  |  |      |      |
|  | エフゲニー・オルロフ       |                            |  |  |        |        |  |  |      |      |
|  | マイク・ペレス             | TKO 1                      |  |  |        |        |  |  |      |      |
|  | マイク・ペレス             | TKO 1                      |  |  |        |        |  |  |      |      |
|  |                            | タイ・フィールズ           |  |  |        |        |  |  |      |      |
|  | タイ・フィールズ           | SD                         |  |  |        |        |  |  |      |      |
|  | タイ・フィールズ           | SD                         |  |  |        |        |  |  |      |      |
|  | マイケル・スプロット       |                            |  |  |        |        |  |  |      |      |
|  | タイ・フィールズ           | TKO 1                      |  |  |        |        |  |  |      |      |
|  | タイ・フィールズ           | TKO 1                      |  |  |        |        |  |  |      |      |
|  |                            | コンスタンチン・アイリッヒ |  |  |        |        |  |  |      |      |
|  | ルシアン・ボット           |                            |  |  |        |        |  |  |      |      |
|  |                            |                            |  |  |        |        |  |  |      |      |
|  | コンスタンチン・アイリッヒ | U-PTS                      |  |  |        |        |  |  |      |      |
|  | コンスタンチン・アイリッヒ | U-PTS                      |  |  |        |        |  |  |      |      |

## プライズファイター 19: ウェルター級2
2011年6月7日、ヨーク・ホールで開催され、元WBC世界王者のジュニア・ウィッター、元 英国王者 、元 EBUのコリン・ライネスらが出場。決勝でジュニア・ウィッターを破ったモロッコ人ボクサーのヤシーン・エル・マチーが優勝するが、マチーは膝を負傷してしまいこの試合が引退試合となった。

## プライズファイター 20: ライトミドル級2
2011年9月15日、ヨーク・ホールで開催され、ロバート・ロイド・テイラーが優勝した。元々テイラーはリザーバーとしての登録だったが、出場予定だったJJバードが試合直前に控え室で気を失い欠場となったことで緊急参戦からの優勝であった。

## プライズファイター 21: スーパーフライ級1
2011年10月12日、リバプールのオリンピアで開催され、元イギリス連邦王者、元 英国王者、元 イングランド王者のリー・ハスキンズ、現役 イングランド王者のクレイグ・ライアン、イギリス連邦王者のドン・ブロードハーストらが出場。リー・ハスキンズが優勝した。

## プライズファイター 22: フェザー級1
2011年10月29日、ヨーク・ホールで開催され、モンゴル人ボクサーのチョイが優勝した。

## プライズファイター 23: ライトウェルター級2
2012年2月11日、ウルヴァーハンプトンのシビック・ホールで開催され、元 英国王者、元 イングランド王者のヤング・マトレー、元 英国王者のバリー・モリソンらが出場。決勝でアーディル・アンワルがタイローン・ナースを破り優勝した。

## プライズファイター 24: ミドル級オール・アイリッシュ1
2012年5月5日、北アイルランド出身や在住のボクサーが集められ、北アイルランドベルファストのキングス・ホールで開催された。元北アイルランド王者のアンソニー・フィッツジェラルドらが出場、エイモン・オカーンが優勝した。

## プライズファイター 25: ヘビー級インターナショナル2
2012年6月20日、ヨーク・ホールで開催され、トー・ハマーが決勝で本命と見られていたケビン・ジョンソンを破り優勝、賞金32,000イギリスポンドを獲得した。
|  | 準々決勝                     | 準々決勝           |       |       | 準決勝 | 準決勝 |  |  | 決勝 | 決勝 |
|  |                              |                    |       |       |        |        |  |  |      |      |
|  |                              |                    |       |       |        |        |  |  |      |      |
|  |                              |                    |       |       |        |        |  |  |      |      |
|  | アルバート・ソスノフスキー   | SD                 |       |       |        |        |  |  |      |      |
|  | アルバート・ソスノフスキー   | SD                 |       |       |        |        |  |  |      |      |
|  | モーリス・ハリス             |                    |       |       |        |        |  |  |      |      |
|  | アルバート・ソスノフスキー   |                    |       |       |        |        |  |  |      |      |
|  |                              |                    |       |       |        |        |  |  |      |      |
|  |                              | ケビン・ジョンソン | SD    |       |        |        |  |  |      |      |
|  | ケビン・ジョンソン           | ケビン・ジョンソン | SD    | TKO1  |        |        |  |  |      |      |
|  | ケビン・ジョンソン           |                    |       | TKO1  |        |        |  |  |      |      |
|  | ヌールディン・メドゥ         |                    |       |       |        |        |  |  |      |      |
|  | ケビン・ジョンソン           |                    |       |       |        |        |  |  |      |      |
|  |                              |                    |       |       |        |        |  |  |      |      |
|  |                              | トー・ハマー       | U-PTS |       |        |        |  |  |      |      |
|  | トー・ハマー                 | トー・ハマー       | U-PTS | U-PTS |        |        |  |  |      |      |
|  | トー・ハマー                 |                    |       | U-PTS |        |        |  |  |      |      |
|  | マルセロ・ルイス・ナシメント |                    |       |       |        |        |  |  |      |      |
|  | トー・ハマー                 | TKO1               |       |       |        |        |  |  |      |      |
|  | トー・ハマー                 | TKO1               |       |       |        |        |  |  |      |      |
|  |                              | トム・ダラス       |       |       |        |        |  |  |      |      |
|  | トム・ダラス                 | TKO3               |       |       |        |        |  |  |      |      |
|  | トム・ダラス                 | TKO3               |       |       |        |        |  |  |      |      |
|  | トム・リトル                 |                    |       |       |        |        |  |  |      |      |
|  |                              |                    |       |       |        |        |  |  |      |      |

## プライズファイター 26: ライト級2
2012年10月6日、リバプールのオリンピアで開催され、元 英国王者、元 イングランド王者のアンソニー・クローラ、元 英国王者、元 イングランド王者のデリー・マシューズ、元 英国王者のゲーリー・サイクス、元 中部王者のトミー・コイルらが出場。テリー・ファーニガンが優勝した。

## プライズファイター 27: ライトミドル級3
2012年11月3日、ヨーク・ホールで開催され、この興行からKO勝ちとTKO勝ちに2000イギリスポンドが贈られるようになる。ラリー・エクンダヨが優勝した。

## プライズファイター 28: ウェルター級3
2013年1月19日、ウルヴァーハンプトンのシビック・ホールで開催され、6人の無敗選手が出場した。決勝はグレン・フットが無敗対決でデール・エバンスを破り優勝を果たした。

## プライズファイター 29: ヘビー級インターナショナル3
2013年2月23日、ヨーク・ホールで開催され、5つの国からヘビー級選手が出場、オードリー・ハリソンが優勝した。
|  | 準々決勝                   | 準々決勝             |    |       | 準決勝 | 準決勝 |  |  | 決勝 | 決勝 |
|  |                            |                      |    |       |        |        |  |  |      |      |
|  |                            |                      |    |       |        |        |  |  |      |      |
|  |                            |                      |    |       |        |        |  |  |      |      |
|  | マーティン・ローガン       | TKO 3                |    |       |        |        |  |  |      |      |
|  | マーティン・ローガン       | TKO 3                |    |       |        |        |  |  |      |      |
|  | アルバート・ソスノフスキー |                      |    |       |        |        |  |  |      |      |
|  | マーティン・ローガン       |                      |    |       |        |        |  |  |      |      |
|  |                            |                      |    |       |        |        |  |  |      |      |
|  |                            | オードリー・ハリソン | UD |       |        |        |  |  |      |      |
|  | オードリー・ハリソン       | オードリー・ハリソン | UD | TKO 1 |        |        |  |  |      |      |
|  | オードリー・ハリソン       |                      |    | TKO 1 |        |        |  |  |      |      |
|  | クラウス・ベルティーノ     |                      |    |       |        |        |  |  |      |      |
|  | オードリー・ハリソン       | TKO 2                |    |       |        |        |  |  |      |      |
|  | オードリー・ハリソン       | TKO 2                |    |       |        |        |  |  |      |      |
|  |                            | デリック・ロシー     |    |       |        |        |  |  |      |      |
|  | イアン・ルイソン           | TKO 1                |    |       |        |        |  |  |      |      |
|  | イアン・ルイソン           | TKO 1                |    |       |        |        |  |  |      |      |
|  | ティモ・ホフマン           |                      |    |       |        |        |  |  |      |      |
|  | イアン・ルイソン           |                      |    |       |        |        |  |  |      |      |
|  |                            |                      |    |       |        |        |  |  |      |      |
|  |                            | デリック・ロシー     | SD |       |        |        |  |  |      |      |
|  | デリック・ロシー           | デリック・ロシー     | SD | SD    |        |        |  |  |      |      |
|  | デリック・ロシー           |                      |    | SD    |        |        |  |  |      |      |
|  | トラビス・ウォーカー       |                      |    |       |        |        |  |  |      |      |
|  |                            |                      |    |       |        |        |  |  |      |      |

## プライズファイター 30: クルーザー級3
2013年5月18日、ヨーク・ホールで開催、ワディ・カマチョが優勝した。

## プライズファイター 31: ライトウェルター級3
2013年7月6日、ヨーク・ホールで開催、クリス・ジェンキンズが優勝した。

## プライズファイター 32: UK vs. USA ヘビー級インターナショナル
2013年11月14日、ヨーク・ホールで開催、イギリスとアメリカからそれぞれ4人のヘビー級ボクサーが参加して行われた。3階級制覇の大物ボクサージェームズ・トニーが準決勝で敗れる波乱があり、マイケル・スプロットが優勝を果たした。

## プライズファイター 33: ウェルター級4
2014年4月5日、ヨーク・ホールで開催、ジョニー・コイルが優勝した。

## 類似ワンナイトトーナメント
オーストラリアで2014年6月14日に開催され、カリ・ミーハンが優勝を果たした『スーパー8』。ドイツで開催されている4人制のヘビー級ワンナイトトーナメントなどがある。

## プライズファイター ミドル級トーナメント
2024年に開催され、約10年ぶりの開催となる。本トーナメントではマッチルームボクシングと日本の3150FIGHTがパートナーシップを締結したことにより、日本で開催されることとなった。また、本トーナメントは従来のワンデイトーナメントとは異なり期間を分けて行われ、3月31日に名古屋国際会議場イベントホールにて準々決勝、続いて準決勝、決勝がそれぞれ行われる予定で、大会の模様は日本及び東南アジアではABEMA PPV、その他の国はDAZNにてそれぞれ配信予定だったが、提携を結んでいた楽天チケットの事業計画見直しのため準々決勝は延期された。
その後、同年7月15日に大阪・大和アリーナにて延期となったトーナメント1回戦が単独で開催され、秋頃に準決勝が行われる予定だったが主催者側の内部対立により準決勝の開催が困難となり、トーナメント自体の打ち切りがほぼ決定的な状態に陥っていることが2024年10月17日の会見で明らかになった。会見には深町信治プロデューサーや準決勝に進出した国本陸が所属する六島ジムの枝川孝会長が出席し、2024年10月9日にマッチルーム側の弁護士から契約違反があったとして楽天チケットに対し法的措置を行うこととトーナメント出場選手との契約が終了したことなどが書かれたメールが届き、楽天チケット側は「弊社は出資の立場にあるので、NSNとマッチルームから聞いてほしい」との連絡があったという。